# Вирфу-Дялулуй
Вирфу-Дялулуй (рум. Vârfu Dealului) — село у повіті Сучава в Румунії. Входить до складу комуни Пиртештій-де-Жос.
Село розташоване на відстані 352 км на північ від Бухареста, 24 км на захід від Сучави, 134 км на північний захід від Ясс.

## Населення
За даними перепису населення 2002 року у селі проживали 139 осіб, з них 138 осіб (99,3%) румунів. Усі жителі села рідною мовою назвали румунську.